# Estádio Arquiteto Ricardo Etcheverry
O Estádio Arquiteto Ricardo Etcheverri é um estádio de futebol argentino localizado na cidade de Buenos Aires.
Inaugurado em 2 de Janeiro de 1905, tem capacidade para 24.440 torcedores. Foi construído nos fundos de um terreno da linha de trem Ferro Carril Oeste e é um dos únicos estádios argentinos que permanecem no mesmo lugar desde o inicio do Século XX.
É utilizado pelo Ferro Carril Oeste que, durante sua construção, vendia seus jogadores em troca de materiais de construção para o estádio, como madeira e chapas de zinco.
Por ainda possuir arquibancada de madeira, é conhecido como "El Templo de Madera" ou "El Monumental de Madera", numa referência ao Estádio Monumental de Nuñez do River Plate.
O nome é uma homenagem a Ricardo Etcheverri, dirigente do clube por quase trinta anos.
Devido a sua localizado privilegiada (no centro geográfico de Buenos Aires), as principais equipes já utilizaram o estádio quando não puderam usam seus proprios campos, tais como River Plate, Boca Juniors, Vélez Sarfield, San Lorenzo de Almagro e, mais recentemente Argentinos Juniors.

## Informações gerais
| Nome oficial  | Arquitecto Ricardo Etcheverri        |
| Apelido       | "El Templo" ou "El Templo de Madera" |
| Nome anterior | —                                    |
| Endereço      | Avenida Avellaneda 1240 — Caballito  |
| Cidade        | Buenos Aires                         |
| Inauguração   | 2 de janeiro de 1905                 |
| Capacidade    | 24 442 espectadores                  |
| Proprietário  | Ferro Carril Oeste                   |

## História

### Inauguração
O estádio Arquiteto Ricardo Etcheverri é um dos estádios mais antigos da Argentina e também da América. A cancha foi inaugurada em 1905 e fica situada no bairro portenho de Caballito.

### Origem do nome
Seu nome oficial é Arquitecto Ricardo Etcheverri, em homenagem a um importante dirigente da história do clube de Caballito (vice-presidente do clube por 30 anos).